# Fahrudin Manjgafic
Fahrudin Manjgafic (Bugojno; 21 de julio de 1997) más conocido como Manjgafic es un baloncestista bosnio que pertenece a la plantilla del Club Ourense Baloncesto de la Liga LEB Oro. Con 2,07 metros de estatura, juega en la posición de pívot.

## Trayectoria deportiva
Manjgafic se formó en el KK Spars y en la temporada 2014-15 firma con el OKK Spars Sarajevo con el que debuta en la Liga de baloncesto de Bosnia y Herzegovina y donde jugaría durante 5 temporadas.
En la temporada 2019-20, firma por el OKK Sloboda Tuzla de la Liga de baloncesto de Bosnia y Herzegovina, en el que juega durante dos temporadas.
En la temporada 2021-22, firma por el OKK Novi Pazar de la Liga Serbia de Baloncesto, con el que disputa 29 partidos. 
El 14 de abril de 2022, firmaría por el Alliance Sport Alsace de la Pro B, la segunda categoría del baloncesto francés para cubrir la baja por lesión de Obi Enechionyia en el tramo final de la temporada. Con el conjunto francés disputa 12 partidos, incluidos los play offs de ascenso de categoría.
En junio de 2022, firma por el BC Vienna, equipo de la primera división austríaca, equipo en el que promedió 14,5 puntos y 5 rebotes por encuentro.
El 19 de octubre del 2022, firma por el Club Ourense Baloncesto de la Liga LEB Oro.

### Selección nacional
Es internacional en las categorías inferiores de la Selección de baloncesto de Bosnia y Herzegovina. En 2013 disputa el Campeonato de Europa Sub-16 de la División B, en 2015 disputa el Campeonato de Europa Sub-18 de la División A y en 2016 disputa el Campeonato de Europa Sub-20 de la División B.